# 5689 Rhön
(5689) Rhon, denumire internațională (5689) Rhön, este un asteroid din centura principală de asteroizi.

## Descriere
5689 Rhön este un asteroid din centura principală de asteroizi. A fost descoperit pe 9 septembrie 1991 la Tautenburg de Freimut Börngen și Lutz Dieter Schmadel. Asteroidul prezintă o orbită caracterizată de o semiaxă mare de 2,76 ua, o excentricitate de 0,11 și o înclinație de 5,0° în raport cu ecliptica.